# تروآ: سقوط یک شهر
تروآ: سقوط یک شهر (انگلیسی: Troy: Fall of a City) یک مینی‌سریال بریتانیایی-آمریکایی بر اساس جنگ تروآ و رابطه عشقی بین پاریس (اسطوره‌شناسی) و هلن است. این نمایش داستان محاصره ۱۰ ساله تروا را روایت می‌کند که در قرن سیزدهم قبل از میلاد اتفاق می‌افتد. این اقتباسی از ایلیاد هومر یا ادیسه نیست، بلکه برداشتی اصلی از اسطوره‌های یونانی است، و برخی از زمینه‌هایی را پوشش می‌دهد که فقط در آن آثار به آن اشاره شده است. این سریال به سفارش بی‌بی‌سی وان و محصول مشترک بی‌بی‌سی وان و نتفلیکس است، بی‌بی‌سی وان این برنامه را در ۱۷ فوریه ۲۰۱۸ در بریتانیا پخش کرد و نتفلیکس نمایش بین‌المللی در خارج از بریتانیا را پخش می‌کند.